# 獵犬座AM型變星
獵犬座AM型變星（AM CVn star）是一種罕見的激變變星，以它們的原型獵犬座AM命名。它們是熱的藍色雙星變星，其中一顆是白矮星，並從其緻密但缺乏氫的伴星攫取物質。
這種聯星系統的軌道週期極短（約短於一小時），並具有異常的光譜：以氦為主導，氫不存在或極其微弱。它們被預期為引力波的強源，應該可以用雷射干涉空間天線（Laser Interferometer Space Antenna，LISA）來檢測。 

## 外觀
獵犬座AM型變星因為光譜中缺乏氫線，而與大多數的激變變星不同。它們顯示出具有與高溫恆星廣泛的連續光譜對應的複雜吸收或發射譜線。有些恆星在不同的時間顯示吸收線和發射線。獵犬座AM型變星長期以來一直有三種行為：爆發狀態、高狀態、和低狀態。
在爆發狀態下，恆星在20-40分鐘的週期中表現出強烈的變異性。半人馬座V803和牧夫座CR是表現出爆發行為的恆星。這些恆星偶爾會顯示更長，有時稍亮些的"超級爆發"。對於爆發期較平均值長的恆星，其週期也會較長。光譜在爆發期間顯示出強烈的氦吸收線，許多較弱的氦和鐵的發射線接近極小值。光譜通常翻倍，吸收線產生寬闊的平底，發射線有明銳的雙峰。
在高狀態，恆星顯示的變化只有十分之幾星等的幅度，由多個小於或約20分鐘的短週期疊加組成。獵犬座AM本身，連同另一個明亮的天秤座HP顯示這種狀態。最強烈的變化通常發生在一或兩個週期，以及它們週期之間的節拍。光譜顯示的主要是氦吸收線，因為它類似於經常的爆發，因此命名為高狀態。
在低狀態，沒有亮度的變化，但光譜變化的時間超過40分鐘，約長達一小時。北冕座GP是這個狀態的最佳例子。光譜顯示發射譜線，而這種狀態類似恆星爆發中常置的最小狀態。
除了三種標準類型的變化外，恆星的極端短週期（< 12分鐘）僅顯示微小但非常快速的光度變化。顯示出這種行為的例子有鯨魚座ES和狐狸座V407。
無論是爆發中或是經常性處於高狀態的恆星，通常顯示軌道週期與亮度變化週期相當一致。此亮度變化的振幅大於軌道週期的變化，稱為超峰。
獵犬座AM型的系統可能顯示食，但因為這兩顆星的尺寸都小，使這種情況很少見。

## 系統屬性
獵犬座AM型的系統主要由氦星構成"捐贈"質量的恆星，白矮星通常經由吸積盤來累積質量。

### 成員
10至65分鐘的超短軌道週期，表明捐贈質量星和累積質量的星都是簡併態或半簡併態物質。
累積質量的白矮星，其本身的質量大約是在0.5太陽質量（M☉）。儘管在某些情況下的溫度可能更高，但通常在10,000至20,000K之間。對於一些恆星（例如鯨魚座ES）已經提出超過10,000K的溫度，可能沒有吸積盤，而是會直接撞擊恆星本體。累積者的光度通常較低（絕對星等低於10等），但對於有高吸積率的極短週期系統，亮度可能會高出5星等。大部分情況下，吸積的光度會被吸積盤淹沒掉。一些獵犬座AM型變星被檢測出X射線的波段。這些包括極熱的吸積星，或是由於直接吸積撞擊而可能產生的熱點。
捐贈質量的恆星可能是氦（或可能是混合的）白矮星、低質量的氦星、或已經演化的主序星。在一些情況下，捐贈質量的白矮星質量可能與累積質量的白矮星相當。但即使是首次形成的系統，其質量無可避免的會低一點。在大多數的情況下，特別是當獵犬座AM型變星的質量捐贈者是非簡併態時，其質量會被嚴重剝離至氦核小至0.01到0.1太陽質量之間。當質量被剝離時，它會絕熱膨脹（或接近絕熱膨脹），而降溫至10,000－20,000K。因此，儘管在吸積過程停止後有可能探測到圍繞白矮星運行的棕矮星或行星大小的天體，但獵犬座AM型變星的累積質量星實際上是看不見的。
吸積盤通常是可見光輻射的主要來源。在高狀態時，它的絕對星等可以達到5等，更典型的絕對星等在6～8星等，而在低狀態的亮度會暗淡3～5星等。獵犬座AM型變星系統異常的光譜來自吸積盤，而吸積盤主要是由捐贈星的氦氣形成。      與矮新星一樣，高狀態對應於具有光學厚的電離氦，是高溫的吸積盤；而在低狀態下，對應的是沒有電離、透明的低溫吸積盤。超峰的變化是由於異常的吸積盤凹陷造成的。進動週期可能與這兩顆恆星的質量比有關，未確定不可見伴星（捐贈者）的量提供了一種方法。

### 軌道狀態
觀察到的狀態與聯星系統的4種狀態有關：
- 不到12分鐘的超短週期，沒有積盤或者可能有一個非常小的吸積盤，並且顯示吸積物質對白矮星沒有直接的影響。
- 週期在12至20分鐘的系統，形成一個大型、穩定的吸積盤，並經常性的出現爆發，可與無氫類新星相比較。
- 週期在20至40分鐘的系統形成可變的吸積盤，偶爾出現爆發。可與無氫的大熊座SU型的矮新星比較。
- 軌道週期超過40分鐘的系統形成小而穩定的吸積盤，可與寧靜的矮新星比較。

## 外部連結
- Beginner's guide to cataclysmic variable stars （页面存档备份，存于）
- A Tour of AM CVn （页面存档备份，存于） (Chandra X-ray Observatory video)